# Холин, Александр Михайлович
Алекса́ндр Миха́йлович Хо́лин (1900—1946, Москва, СССР) — русский и советский футболист, нападающий.
Выступал за московские клубы ОФВ, «Яхт-клуб Райкомвода», ПКМСФК, «Трёхгорка» и «ЗиС».
С 1943 по 1946 года директор заводского стадиона при заводе имени Сталина.

## Достижения
Чемпионат СССР по футболу
- Чемпион (2): 1923, 1928

Чемпионат РСФСР по футболу
- Чемпион (2): 1927, 1928
- Вице-чемпион 1924

Чемпионат Москвы по футболу
- Чемпион (5): 1923 (о), 1927 (в), 1929 (о), 1933, 1934 (о)
- Вице-чемпион (3): 1923 (в), 1928, 1934 (в)
- Бронзовый призёр (2): 1924 (в), 1927 (о)

Кубок ВЦСПС
- Обладатель: 1932

Кубок Фульда
- Бронзовый призёр: 1922
- В списке лучших футболистов СССР: 1924[a], 1928

## Статистика
Сборные
| Выступление      | Выступление      | Выступление      | Официальные | Официальные | Неофициальные | Неофициальные | Итого | Итого |
| Клуб             | Лига             | Сезон            | Игры        | Голы        | Игры          | Голы          | Игры  | Голы  |
| ---------------- | ---------------- | ---------------- | ----------- | ----------- | ------------- | ------------- | ----- | ----- |
| СССР             | —                | 1927             | —           | —           | 15            | 6             | 15    | 6     |
| СССР             | Итого            | Итого            | —           | —           | 15            | 6             | 15    | 6     |
| РСФСР            | —                | 1924             | —           | —           | 1             | 0             | 1     | 0     |
| РСФСР            | —                | 1926             | —           | —           | 1             | 0             | 1     | 0     |
| РСФСР            | Итого            | Итого            | —           | —           | 2             | 0             | 2     | 0     |
| Москва           | —                | 1920             | 1           | 0           | 1             | 0             | 2     | 0     |
| Москва           | —                | 1923             | 3           | 1           | 2             | 2             | 5     | 3     |
| Москва           | —                | 1924             | 3           | 1           | 6             | 0             | 9     | 1     |
| Москва           | —                | 1925             | 5           | 1           | 6             | 2             | 11    | 3     |
| Москва           | —                | 1926             | 1           | 0           | 1             | 0             | 2     | 0     |
| Москва           | —                | 1927             | 2           | 2           | 4             | 0             | 6     | 2     |
| Москва           | —                | 1928             | 11          | 7           | 6             | 0             | 17    | 7     |
| Москва           | —                | 1929             | 5           | 0           | 3             | 1             | 8     | 1     |
| Москва           | Итого            | Итого            | 31          | 12          | 29            | 5             | 60    | 17    |
| Всего за карьеру | Всего за карьеру | Всего за карьеру | 31          | 12          | 46            | 11            | 77    | 23    |

1. ↑  список составлен в 1987 (в 1924 году официальный список лучших игроков по амплуа  не составлялся) специальной комиссией экспертов (по изданию «Звёзды советского футбола 1918–1987»[1]) и не является современным официально утвержденным

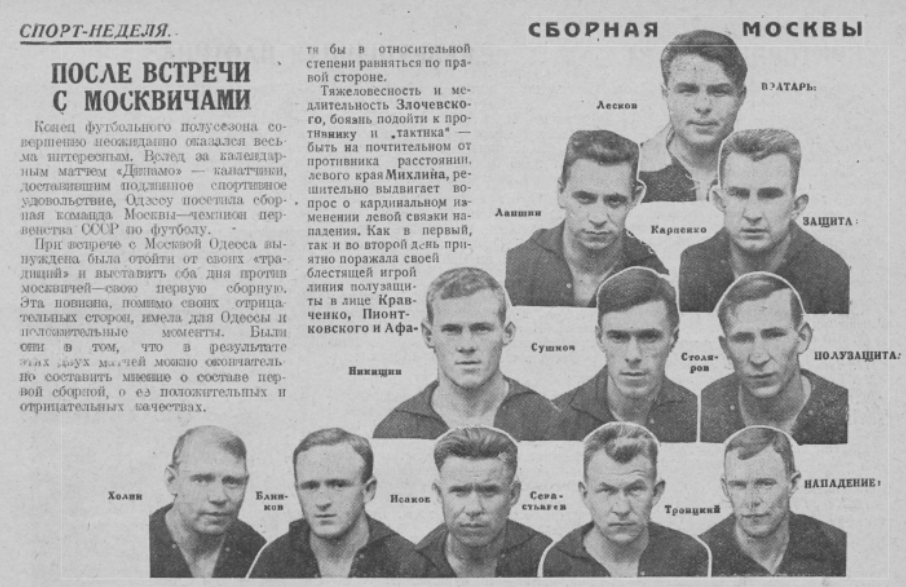
Холин в сборной Москвы

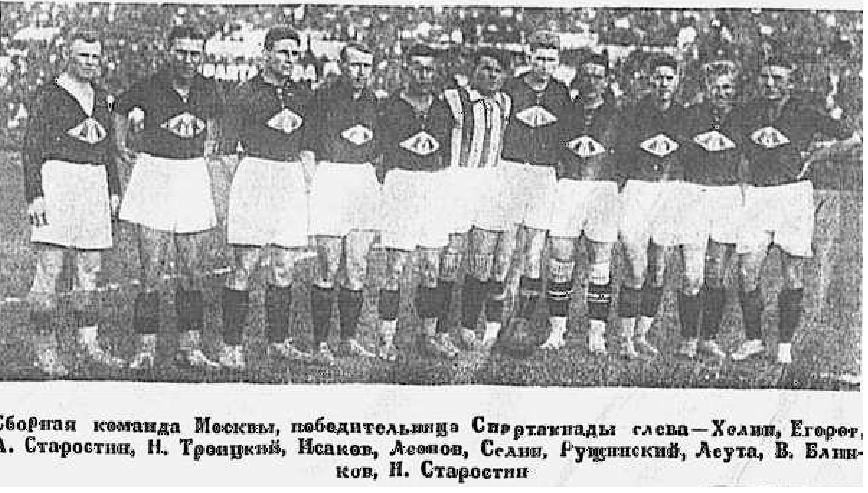
Холин в сборной Москвы

2. ↑  соревновательные матчи в рамках чемпионатов СССР и РСФСР, междугородние товарищеские матчи первой сборной с эквивалентным по статусу соперником (сборные городов, а также регионов и республик), а также матчи с зарубежными командами топ-уровня
3. ↑  матчи сборных низшего состава; матчи, в которых соперник был представлен сборной не первого состава; матчи с клубами; международные матчи с так называемыми «рабочими» командами

## Воспоминания и цитаты
Небольшого роста, некрупного сложения, Холин, однако, обладал сильным ударом с обеих ног. Бегал он, делая на ходу длиннейший, казалось бы, не по росту, шаг. Мяч вел одинаково искусно и левой и правой ногой, не снижая скорости, благодаря чему противник легко поддавался обману: трудно угадать, куда он двинется – влево или вправо. Пока тот сообразит, а Александр уже в штрафной площадке заносит ногу для беспощадного удара по воротам.Андрей Старостин, футболист, Заслуженный мастер спорта СССР, чемпион III летней рабочей Олимпиады (1937)